# Пирим, Мехмет Акиф
Мехмет Акиф Пирим (тур. Mehmet Âkif Pirim; 17 сентября 1968, Ризе, Турция) —  турецкий борец греко-римского стиля, чемпион и призёр Олимпийских игр, призёр чемпионата мира  .

## Биография
Начал заниматься борьбой в 14-летнем возрасте в клубе Çaykurspor в Ризе, затем переехал в Анкару, где продолжил тренировки в Tedaş SK.
В 1988 году на чемпионате Европы в возрастной категории espoir (подающих надежды) остался седьмым. В 1991 году на чемпионате Европы среди взрослых остался девятым; в том же году стал вице-чемпионом мира и победил на Средиземноморских играх. В 1992 году одержал победу на турнирах Золотой Гран-при и Гран-при Германии, а на чемпионате Европы был только седьмым.
Перед олимпийскими играми 1992 года тренировался у советского тренера Геннадия Сапунова.
На Летних Олимпийских играх 1992 года в Барселоне боролся в категории до 62 килограммов (полулёгкий вес). Участники турнира, числом в 21 человек в категории, были разделены на две группы. За победу в схватках присуждались баллы, от 4 баллов за чистую победу и 0 баллов за чистое поражение. В каждой группе определялись пять борцов с наибольшими баллами (борьба проходила по системе с выбыванием после двух поражений), они разыгрывали между собой места с первое по десятое. Победители групп встречались в схватке за первое-второе места, занявшие второе место — за третье-четвёртое места и так далее. Турецкий борец ровно выступил на турнире, победил всех соперников и стал олимпийским чемпионом.
| Круг  | Соперник           | Страна               | Результат | Основание     | Время схватки |
| ----- | ------------------ | -------------------- | --------- | ------------- | ------------- |
| 1     | Усама Азиз         | Швеция               | Победа    | 5-0 (3 балла) |               |
| 2     | Станислав Григоров | Болгария             | Победа    | 2-1 (3 балла) |               |
| 3     | Енё Боди           | Венгрия              | Победа    | 7-3 (3 балла) |               |
| 4     | -                  | -                    | -         | -             |               |
| Финал | Сергей Мартынов    | Объединённая команда | Победа    | 13-2          |               |

В 1993 году был только 11-м на Гран-при Германии, но вновь одержал победу на Средиземноморских играх. Также выступал в 1993 году на чемпионате Европы, где стал бронзовым призёром, но анализы показали употребление им допинга, и Мехмет Акиф Пирим был лишён медали и дисквалифицирован до 1997 года. В 1995 году был помилован Арбитражным судом FILA и в том же 1995 году стал чемпионом на Всемирных играх среди военнослужащих, на чемпионате Европы был шестым, на чемпионате мира только 12-м. В 1996 году на чемпионате Европы остался пятым.
На Летних Олимпийских играх 1996 года в Атланте боролся в категории до 57 килограммов (полулёгкий вес). После первого круга, борцы делились на две таблицы: победителей и побеждённых. Победители продолжали бороться между собой, а побеждённые участвовали в утешительных схватках. После двух поражений в предварительных и классификационных (утешительных) раундах, борец выбывал из турнира. В ходе турнира, таким образом, из таблицы побеждённых убывали дважды проигравшие, но она же и пополнялась проигрывающими из таблицы победителей. В конечном итоге, определялись восемь лучших борцов. Не проигравшие ни разу встречались в схватке за 1-2 место, выбывшие в полуфинале встречались с победителями утешительных схваток и победители этих встреч боролись за 3-4 места и так далее. В категории боролись 19 спортсменов. Мехмет Пирим вполне мог вновь претендовать на золотую медаль, но в первой же встрече, в тяжёлой схватке, закончившейся вничью (Мехмет Пирим был ослабшим после вынужденной сгонки веса и страдал от обезвоживания), судьи признали его проигравшим. В дальнейшем он пробивался сквозь сито утешительных встреч, и смог добраться до бронзовой медали олимпийских игр.
| Круг                      | Соперник           | Страна    | Результат | Основание                      | Время схватки |
| ------------------------- | ------------------ | --------- | --------- | ------------------------------ | ------------- |
| 1                         | Иван Иванов        | Болгария  | Поражение | 1-1 (по предпочтению) (1 балл) | 8:00          |
| 2-й квалификационный круг | Уинстон Сантос     | Венесуэла | Победа    | 5-0 (5 баллов)                 | 5:00          |
| 3-й квалификационный круг | Ху Гуанхун         | Китай     | Победа    | 3-1 (3 балла)                  | 5:00          |
| 4-й квалификационный круг | Ахад Пазах         | Иран      | Победа    | 4-0 (4 балла)                  | 5:00          |
| 5-й квалификационный круг | Мхитар Манукян     | Армения   | Победа    | 9-4 (4 балла)                  | 5:00          |
| 6-й квалификационный круг | Григорий Комышенко | Украина   | Победа    | 2-1 (2 балла)                  | 8:00          |
| Финал (за 3 место)        | Коба Гулиашвили    | Грузия    | Победа    | 9-0                            | 5:00          |

В 1997 году стал трёхкратным чемпионом Средиземноморских игр. В 1998 году на тестовом турнире FILA занял только 17 место. В 1999 году, не смог квалифицироваться от Турции, принял гражданство Азербайджана и, выступая уже за Азербайджан, на чемпионате мира остался 14-м. После этого оставил большой спорт и стал тренером.
На настоящий момент является главным тренером сборной Турции по греко-римской борьбе, живёт в Анкаре.
В 2012 году тренировал турецкого борца Атакана Юкселя.